# Metaplastes
Metaplastes ist eine Heuschrecken-Gattung aus der Unterfamilie der Sichelschrecken (Phaneropterinae).

## Merkmale
Die Metaplastes-Arten ähneln den Arten der Gattungen Barbitistes und Ancistrura. Sowohl bei Männchen als auch bei Weibchen ist das Pronotum wenig nach hinten erweitert. In der Metazona ist das Pronotum bei Männchen leicht erhöht und bei Weibchen nicht erhöht. Leicht hinter der Mitte befindet sich ein Sulcus. Die Gattung ist micropter. Das Epiproct der Männchen besitzt auf beiden Seiten einen an der Spitze stumpfen Zahn oder Zapfen. Die Cerci der Männchen sind unregelmäßig gebogen. Bei einigen Arten weisen sie auch einen innenzahnähnlichen Vorsprung auf. Am Apex ist die Subgenitalplatte der Männchen mit Dornen oder sonstigen Modifikationen ausgestattet. Bei Weibchen sind auf beiden Seiten der Subgenitalplatte oberhalb der Lamelle und hinter dem Gonangulum läppchen- oder plättchenförmige Anhängsel vorhanden. Spaltförmige Vertiefungen an der Basis des Ovipositors können vorhanden sein oder fehlen.

## Vorkommen
Das Verbreitungsgebiet der Gattung umfasst Südeuropa.

## Systematik
Die Gattung umfasst folgende 4 Arten:
- Metaplastes ippolitoi La Greca, 1949
- Metaplastes oertzeni (Brunner von Wattenwyl, 1891)
- Metaplastes ornatus (Ramme, 1931)
- Metaplastes pulchripennis (Costa, 1863)

## Belege